# Sandfeld (Schöller-Dornap)
Sandfeld  war eine Ortslage im Westen der bergischen Großstadt Wuppertal, Stadtteil Vohwinkel. Mit der Ausbreitung des Kalksteinabbaus im Raum Dornap ist der Ort wüst gefallen.

## Lage und Beschreibung
Die Ortslage lag auf einer Höhe von 176 m ü. NN nordwestlich von Holthausen im heutigen Wohnquartiers Schöller-Dornap im Stadtbezirk Vohwinkel. Benachbarte Ortslagen waren Neu-Dornap, Ladebühne, Holthauser Heide und Holthausen.

## Geschichte
Im 19. Jahrhundert war Sandfeld ein Wohnplatz in der Landgemeinde Schöller der Bürgermeisterei Haan (ab 1894 Bürgermeisterei Gruiten) die aus der bergischen Herrschaft Schöller hervorging. Im Gemeindelexikon für die Provinz Rheinland von 1888 werden ein Wohnhaus mit fünf Einwohnern angegeben.
Neben Sandfeld wurde bis Mitte des 20. Jahrhunderts in einer Grube dolomitisierter Massenkalk abgebaut. Anschließend breiteten sich die Abraumhalden und ein Schlammteich des Werks Dornap der Firma Rheinkalk bis an den Ortsrand aus, denen Sandfeld letztendlich in den 1960er Jahren weichen musste.
Auf dem Messtischblatt von 1892 ist Sandfeld erstmals verzeichnet, auf dem von 1953 letztmals. Auf dem Messtischblatt von 1963 ist Sandfeld wüst gefallen.
Die Straße Am Sandfeld, die von der Straße Holthauser Heide bis Neu-Dornap/Ladebühner Straße führt, wurde am 28. Februar 1956 benannt.